# Veronika Dirnhofer
Veronika Dirnhofer (* 22. Oktober 1967 in Horn, Niederösterreich) ist eine österreichische Künstlerin. Sie arbeitet mit Malerei und Keramik sowie mit Texten.

## Leben
Veronika Dirnhofer wurde 1967 in Horn geboren und wuchs in Vorarlberg auf. Ihr jüngerer Bruder ist der Kameramann und Regisseur Thomas Dirnhofer.
Sie begann 1987 ein Studium an der Wiener Akademie der bildenden Künste; ihr akademischer Lehrer war Markus Prachensky. 1991 ging sie für einen Studienaufenthalt nach New York City. Sie erhielt ein Arbeitsstipendium des Bundesministeriums für Wissenschaft und Forschung. 1992 schloss Dirnhofer ihr Studium mit einem Diplom mit Auszeichnung ab. Seit 1993 war sie als Hochschulassistentin an der Akademie der bildenden Künste bei Gunter Damisch tätig.
Ab dem Jahr 2002 hielt Veronika Dirnhofer eine Gastprofessur an der Universität für künstlerische und industrielle Gestaltung Linz. Im gleichen Jahr wurde sie mit dem Kulturförderpreis des Landes Vorarlberg ausgezeichnet. 2004 wurde sie mit dem Niederösterreichischen Kulturpreis (Anerkennungspreis für Bildende Kunst) ausgezeichnet.
Ab dem Jahr 2006 war sie Artist in Residence am Art Institute of Chicago. Später wurde sie Professorin am Institut für bildende Kunst der Akademie der bildenden Künste Wien.
Dirnhofer ist Gründerin des Flüchtlingshilfsvereins „solidarity matters“. Sie hat zwei Kinder und lebt und arbeitet in Niederösterreich, Wien und Vorarlberg.

## Werk
Veronika Dirnhofer arbeitet mit Malerei, Papierarbeiten und Keramik und bezieht sich in ihrem Werk oft auf die Literatur, die für ihr Schaffen stets eine besondere Rolle spielte. Sie arbeitet mit Text, den Dirnhofer auf Papier und auf der Leinwand einsetzt. Dirnhofers großformatige abstrakte Gemälde sind durch – oft schrille, leuchtende – Farben und gestisch gemalte Linien streng gegliedert. Die großen Formate ihrer Bilder orientieren sich an ihrer Körpergröße; sie müssen mindestens so groß sein wie Dirnhofer selbst, damit die Bilder als Dialog zwischen ihr und der Leinwand entstehen können. Dirnhofers bruchstückhafte, abstrakte Keramik-Skulpturen zeigen eine enge Verwandtschaft zu ihren Gemälden. Ihr Werk ist durch Bezüge zu aktuellen politischen und gesellschaftlichen Themen geprägt.

## Ausstellungen (Auswahl)
- 2003: Galerie Art-house, Bregenz
- 2005: Galerie frey, Wien
- 2006: Palais Thurn & Taxis, Bregenz
- 2006: Galerie 422, Gmunden, mit Markus Prachensky
- 2006: Campus Cultur, Krems
- 2006: Galerie Art-house, Dornbirn
- 2007: Galerie frey, Wien
- 2008: Galerie Antonella Cattani, Bozen
- 2008: Silvretta Atelier, Illwerke Vorarlberg
- 2008: Art fair, Mailand
- 2008: Art fair, Köln
- 2009: „condition of risk“ Galerie frey, Wien
- 2009: Vienna Fair
- 2009: Frauenmuseum Hittisau
- 2009: Art Fair, Köln
- 2010: Vienna Fair
- 2015: Galerie Gaudens Pedit, Kitzbühel
- 2018: Galerie 3, Klagenfurt
- 2018: Galerie Art-house, Bregenz